# 武仙城际铁路
武仙城际铁路全长近88公里，其中71公里与已通车的汉宜铁路共线，近17公里的仙桃支线于2020年12月26日开通运营。作为武汉城市圈城际铁路的一部分，本线使武汉城市圈的交通更加完善。

## 背景
汉宜铁路在仙桃市和天门市境内分别设置了仙桃西站和天门南站；实际上，离仙桃市区更近的是天门南站，但是该站的日均乘客发送量为8500人次，远远超过设计的每日1500人次；另外，据2015年数据，到天门南站乘车的旅客达到了300万人次/年，天门南站到武汉的车票也经常供不应求，这都给仙桃市民的出行带来了不便。

## 线路走向

武汉城市圈城际铁路

本线从汉口站起，有71公里与汉宜铁路共线，在临近大福村的位置设立大福站（会让站），并向西南方向引出支线，在长埫口镇附近跨过江汉平原铁路和仙洪高速公路，接着依次跨过318国道、杜家台泄洪通道和沪渝高速公路并延伸至沔州大道，最后止于市中心东南方，并在此设立仙桃站。

## 历史

### 设计
早在2009年，国家发改委就批准了7条武汉城市圈城际铁路，其中就有仙桃到武汉的城际铁路。到2015年时，已经开通的三条线（武咸、武石和武冈城际铁路）并未达到预期的客流，于是在2015年，铁路投资政策调整后，武汉至仙桃的城际铁路被迫搁置。同年，仙桃市发改委首次提出了建设长60公里、由市政府运营的地方铁路，并对接武汉地铁延长线的方案；然而，由于武汉地铁方面没有考虑仙桃市的客流，也没有和仙桃市达成换乘站位置的共识，此方案也未能实施。
2016年3月8日，湖北省发改委副主任潘幼成在听取了仙桃市方面的汇报后，提出了建设仙桃至武汉城际轨道交通的“大方案”，和利用既有的汉宜铁路，从大福修建新线到仙桃城区的“小方案”。之后，湖北省发改委、铁四院与仙桃市进行了多次研究，铁四院还制作过十多套设计方案，但都碰了壁。2017年5月10日，仙桃市委书记胡玖明在武汉天河国际机场与中国铁路总公司副总经理黄民见面、交流，最后得到了“深化仙桃支线研究，加快报批”的回答。同年6月23日，中国铁路总公司批复了大福至仙桃城区支线的方案。
本线在规划的过程中，曾获得湖北省省长王晓东、副省长黄楚平和省政协副主席许克振（曾经的仙桃市长、市委书记）支持。

### 建设
仙桃支线由中铁第四勘察设计院设计，总预算为26.85亿元，已于2017年9月27日动工。项目采用工程总承包模式，即设计单位同时负责施工的模式；在2016年时，仙桃市政府和铁四院的联合考察组还曾前往长沙市、襄阳市和佛山市考察此模式的运作。施工单位有中铁十一局和中铁十二局。2019年3月18日，第一片梁在仙桃开始架设。至2020年8月底，全线的桥梁工程完成。2020年12月，全线试运行。

### 未来发展
本线将在远期延伸至省内的潜江市和监利县，甚至是湖南省的常德市，成为武汉铁路枢纽西南方向的通道，并惠及沿线近500万人口。2020年5月13日，仙桃-洪湖-监利铁路建设项目洪湖境内线路走向协商会在洪湖市召开；目前线路的设计里程为89公里，设计时速200公里/小时，并预留250公里/小时的条件。会上，铁四院提出了种方案，最后与会者一致同意了“万全”方案，即线路中在洪湖市由南折向西，沿着内荆河北岸到监利市的方案。

## 运营
2020年12月13日，时任仙桃市长和市委书记试乘了这条线路。《仙桃日报》社将在2020年12月21日举行试乘活动，届时将有10人率先体验这条线路。
待仙桃支线通车后，全线将达到最短3分钟的发车间隔；到2030年时预计每日开行20对客车，到2040年将达到每日30对。